# 川崎駅前タワー・リバーク
川崎駅前タワー・リバーク（かわさきえきまえタワー・リバーク）は、神奈川県川崎市川崎区駅前本町にある高層ビルである。

## 歴史
本ビル建設以前の、川崎駅と府中街道（神奈川県道9号川崎府中線）に挟まれた一角は、老朽化した店舗兼住宅などが混在していた
。川崎市は1980年3月に土地の高度利用を目的に「川崎駅周辺都市整備基本構想」を発表。これを受け、1983年12月に川崎駅北口地区第1街区市街地再開発準備組合が発足した。1989年5月に再開発事業の都市計画決定告示。1990年2月に「川崎駅北口地区第1街区市街地再開発組合」設立認可。1992年1月より既存建物の除却を開始。本体工事は同年9月より着手し、1994年12月に竣工した。第2街区は本ビルと京急本線の高架橋の間のパシフィックマークス川崎と川崎フロンティアビルが建つ一角、第3西街区は川崎DICEがある位置に相当する。

## 建築
外装はガラスカーテンウォールで仕上げられ、1・2階にはガレリアが設けられている。ガレリアの両側に証券会社や店舗、地下1階と地上21・22階には飲食店が入居する。3・4階には川崎市立川崎図書館と川崎市立のアートガーデン川崎が設けられるほか、オフィス部にも川崎市の建設緑政局および港湾局の一部部署が入居する。地下2階には、京急大師線連続立体化計画に備えた地下構造物が構築されている。JR川崎駅・京急川崎駅いずれからも徒歩2分ほどであるが、2018年2月17日にJR川崎駅北口通路および北改札が完成し、デッキにより本ビル正面2階と接続した。